# Mathias Wieman
Mathias Carl Heinrich Franz Wieman (* 23. Juni 1902 in Osnabrück; † 3. Dezember 1969 in Zürich) war ein deutscher Theater- und Filmschauspieler und Rezitator.

## Leben

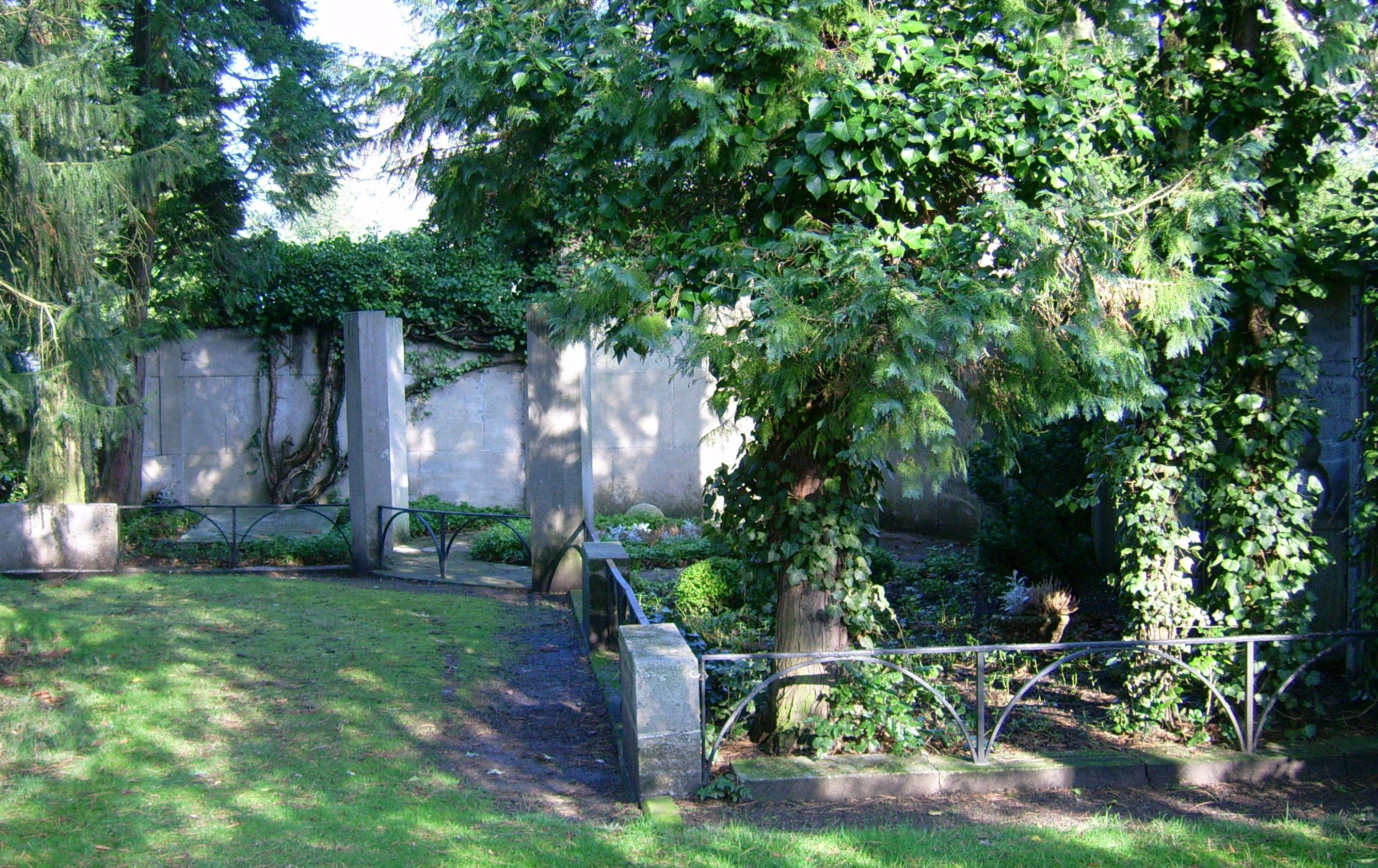
Grabstätte der Familie Wieman auf dem 4. Osnabrücker Johannisfriedhof

Mathias Wieman, Sohn des Osnabrücker Juristen Carl Wieman und Neffe des Schriftstellers Bernard Wieman, wuchs nach dem frühen Tod des Vaters zunächst in Wiesbaden und nach der Wiederheirat der Mutter Elise, gebürtig Altmann, mit einem Kunsthistoriker in Berlin auf. Er besuchte das Schillergymnasium und studierte vier Semester Philosophie und Kunstgeschichte in Berlin. Drei Monate besuchte er die Schauspielschule des Deutschen Theaters. 1926 heiratete er die Schauspielerin Erika Meingast.
Von der Holsteiner Wanderbühne Holtorf-Truppe kommend, war er während der Ära Max Reinhardts fest am Deutschen Theater Berlin engagiert, später dann als freier Schauspieler. Am Theater war Wieman besonders häufig auch als Faust in Goethes gleichnamiger Tragödie zu sehen.
Wiemans Filmkarriere begann noch beim Stummfilm; sein erster Tonfilm war 1929 Das Land ohne Frauen. „Als ich die Uraufführung dieses allerersten Tonfilmes überhaupt im Berliner Capitol erlebte, packte mich lähmendes Entsetzen: das war meine Stimme – dieser heisere Ton?“
1932 übernahm Wieman in Leni Riefenstahls Regiedebüt Das blaue Licht die Rolle des Malers Vigo. Zu seinen bekanntesten Rollen auf der Leinwand gehört die Verfilmung der Theodor Storm-Novelle Der Schimmelreiter. Der Film wurde 1934 uraufgeführt. 
Im Jahre 1936 inszenierte Wieman im Auftrag von Reichspropagandaminister Joseph Goebbels das von dessen Untergebenem Eberhard Wolfgang Möller verfasste Frankenburger Würfelspiel. Bei der Aufführung auf der Dietrich-Eckart-Freilichtbühne spielte er zudem selbst den Schwarzen Ritter. Das Stück gehörte zum Begleitprogramm der Olympischen Sommerspiele 1936.
Erwähnenswert ist seine Mitwirkung in dem berüchtigten Film Ich klage an aus dem Jahre 1941, mit dem propagandistisch für die von dem nationalsozialistischen Staat begangenen Morde an kranken Menschen geworben wurde. Die Aufführung des Films ist noch im Jahr 2024 in der Bundesrepublik Deutschland verboten. Wiemann stand 1944 in der Gottbegnadeten-Liste des Reichsministeriums für Volksaufklärung und Propaganda.
Ferner wirkte Wieman häufig als Rezitator im Hörfunk, auf Sprechplatten vermittelte er vornehmlich deutsche Dichtung. Beispiele hierfür sind die umfangreichen Reihensendungen Schatzkästlein im nationalsozialistischen Deutschlandsender und Goethe erzählt sein Leben für den Hamburger Rundfunk (für die er in Einzelfolgen auch Regie führte) und später die Schallplattenreihe Mathias Wiemans kleine Diskothek. Wieman rezitierte außerdem umfangreich Auszüge aus der Odyssee von Homer auf Schallplatte. Legendär ist sein Part als Erzähler in zwei Aufnahmen von Prokofjews Peter und der Wolf; diese entstanden 1950 mit den Berliner Philharmonikern unter der Leitung von Fritz Lehmann und 1962 mit dem Orchestre National de France unter Lorin Maazel. Außerdem war Wieman in den 1960er Jahren ein begehrter Werbesprecher, so unter anderem für die Weinbrandmarke Asbach Uralt: „Wenn einem so viel Gutes widerfährt …“
Seinen letzten Bühnenauftritt hatte er am 19. November 1969 als Pastor Manders in Henrik Ibsens „Gespenster“ am Thalia Theater in Hamburg. Er starb drei Wochen später nach einer Bauchoperation in Zürich. Seine Frau Erika Meingast überlebte ihn um drei Jahre. Die Urnen beider wurden in der Wiemanschen Grabstätte auf dem Osnabrücker Johannisfriedhof beigesetzt.

## Filmografie
- 1925: Freies Volk
- 1926: Potsdam, das Schicksal einer Residenz
- 1927: Der Sohn der Hagar
- 1927: Feme
- 1927: Mata Hari
- 1927: Der fidele Bauer
- 1927/28: Königin Luise (2 Teile)
- 1928: Die Durchgängerin
- 1928: Unter der Laterne
- 1929: Tagebuch einer Kokotte
- 1929: Das Land ohne Frauen
- 1930: Rosenmontag
- 1930: Stürme über dem Mont Blanc
- 1931: Zum goldenen Anker
- 1932: Die Gräfin von Monte Christo
- 1932: Das blaue Licht
- 1932: Mensch ohne Namen
- 1932: Die Herrin von Atlantis
- 1933: Anna und Elisabeth
- 1933: Fräulein Hoffmanns Erzählungen
- 1933: Das verliebte Hotel
- 1934: Der Schimmelreiter
- 1934: Achtung! Wer kennt diese Frau?
- 1934: Das verlorene Tal
- 1934: Klein Dorrit
- 1934: Vorstadtvarieté
- 1935: Die ewige Maske
- 1935: Viktoria
- 1937: Togger
- 1937: Unternehmen Michael (auch Mitarbeit Drehbuch)
- 1937: Patrioten
- 1938: Anna Favetti
- 1939: Die Hochzeitsreise
- 1939/41: Kadetten
- 1941: Ich klage an
- 1941: Das andere Ich
- 1943: Paracelsus
- 1943: Man rede mir nicht von Liebe
- 1944: Träumerei
- 1944: Das Herz muß schweigen
- 1944/49: Wie sagen wir es unseren Kindern?
- 1950: Wenn eine Frau liebt
- 1950: Melodie des Schicksals
- 1952: Herz der Welt
- 1953: Solange Du da bist
- 1953: Königliche Hoheit
- 1954: Eine Liebesgeschichte
- 1954: Der letzte Sommer
- 1954: Angst (La paura)
- 1955: Reifende Jugend
- 1956: Die Ehe des Dr. med. Danwitz
- 1956: TKX antwortet nicht
- 1956: Robinson soll nicht sterben
- 1957: Wetterleuchten um Maria
- 1963: Erotikon – Karussell der Leidenschaften
- 1964: Menschen der Berge (Geld und Geist)

## Hörspiele (Auswahl)
- 1953: Platon: Der Tod des Sokrates (Sokrates) – Regie: Wilhelm Semmelroth (NWDR)
- 1960: Adalbert Stifter: Bergkristall (Erzähler) – Regie: Hermann Schindler (RIAS Berlin)

## Auszeichnungen
1937 wurde Mathias Wieman von Adolf Hitler zum Staatsschauspieler ernannt. 1958 erhielt er die neben der Ehrenbürgerwürde höchste Auszeichnung der Stadt Osnabrück, die Justus-Möser-Medaille. Die Auszeichnung wurde ihm während eines Gastspiels mit dem Schauspiel Zeitgrenze am 19. Februar 1958 auf der Bühne des Osnabrücker Theaters verliehen. 1965 wurde Wieman mit dem Bambi ausgezeichnet.